# Immunitet (juridik)
Immunitet (latin immunitas, frihet), frihet från förpliktelser till staten. Begreppet immunitet har genom tiderna haft olika betydelse.

## Dagens bestämmelser
Immunitet är i juridisk mening att en person inte kan åtalas för brottslig gärning även om preskriptionstiden för brottet ej gått ut. 
Det finns två typer av immunitet: funktionell respektive personlig immunitet. Funktionell immunitet omfattar alla handlingar vidtagna i kapacitet av tjänsten och består även efter det att tjänsten är avslutad. Personlig immunitet är av större omfattning då det också skyddar handlingar utförda i egenskap av privat person. Detta skydd upphör dock efter mandattidens utgång.
I många länder har parlamentsledamöter immunitet. I Sverige har endast statschefen full immunitet. Begränsad immunitet har statsråd då ett statsråd kan fällas till ansvar för brott i utövningen av statsrådstjänsten endast om det därigenom "grovt har åsidosatt sin tjänsteplikt". Åtal beslutas av konstitutionsutskottet och prövas av Högsta domstolen.

## Historia
Denna frihet innebar under början av medeltiden åtskilliga andliga och världsliga dignitärers privilegium att vägra statens ämbetsmän varje inträde på sitt område och att utöva domsrätt. 
Tidigare betecknades med immunitet den vissa privilegierade stånd tillkommande frihet från bestämda allmänna skyldigheter, till exempel den skatte- och inkvarteringsfrihet m.m., som tillkom innehavarna av de tyska herregodsen, den frihet prästerskapet åtnjöt (immunitas ecclesiastica) från militär-, skatt-
och inkvarteringsskyldighet, från allmänna besvär och kommunala åligganden, fritagelse från de vanliga domstolarna m.m., ävensom den asylrätt, som tillkom kyrkorna och vissa andra kyrkliga bostäder (immunitas ecclesice eller localis). Dessa friheter, vilka i sin största utsträckning tillkommit den katolska kyrkan, har efter hand minskats.